# Károly Maderspach

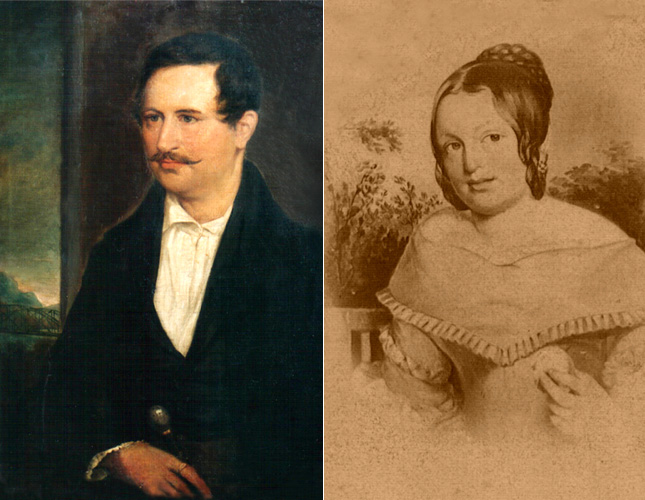
Károly Maderspach und seine Ehefrau Franziska, geb. Buchwald

Károly Maderspach, auch Karl Madersbacher (* 3. August 1791 in Orawitz, Heiliges Römisches Reich; † 23. August 1849 in Ruskberg, Kaisertum Österreich), war ein österreichischer Hütteningenieur.

## Leben
Maderspach war der Sohn des Königlichen Bergwerkverwalters Johann Maderspach. Er besuchte das Gymnasium in Lugosch und Temeswar. Maderspach studierte ab 1811 an der Bergakademie Schemnitz und trat danach in den Staatsdienst. Später war er Verwalter des Königlichen Hammerwerks in Milova bei Conop und Probierer in Orawitz.
Anton Hofmann, Verwalter des Hammerwerks in Ruskberg, hatte in Ruskberg ein Bleierzlager erschürft und einige Proben an Maderspach zur Analyse gesandt. Das geprüfte Galenit erwies sich als stark silberhaltig, wonach Maderspach zusammen mit den Brüdern Anton, Adam Zacharias und Ernst Hofmann die Ausbeutung dieses Vorkommens beschloss. 1823 gründeten sie die Gewerkschaft Karl Maderspach und Gebrüder Hofmann, die das Hammerwerk vom österreichischen Staat erwarb und mit den Staatsforsten der Militärgrenze eine 90-jährige Nutzung zur Erzausbeutung vereinbarte. In Ruskberg errichteten sie eine Bleihütte. Auf Maderspachs Betreiben wurde die Ausbeutung der ebenfalls vorkommenden Eisenerze in das Unternehmen mit einbezogen, sodass hier ein Hochofenwerk, eine Gießerei und mechanische Werkstätten entstanden. Später kamen ein weiterer Hochofen und das Hammerwerk Ferdinandsberg hinzu. Um 1840 regte Károly Maderspach die Erforschung der Kohlevorkommen im Schiltal an.
Maderspach beschäftigte sich zudem mit der Konstruktion und Fertigung von Bogen- und Hängebrücken, von denen er insgesamt vier ausgeführte:
- 1833 bei Lugosch über die Temesch (bis 1896 in Betrieb)
- 1837 bei Herkulesbad über die Cernsa (40 Meter Spannweite)
- 1839 in Ruskberg über die Bistra (36 Meter Spannbreite)
- 1842 in Karansebesch über die Temesch (bis 1902 in Betrieb)

Während des Ungarischen Unabhängigkeitskrieges im Verlauf der Ungarischen Revolution 1848/1849 lieferte seine Firma Kanonen und Geschosse für die Armee der ungarischen Revolutionäre unter General Józef Bem. Maderspach stand ebenso in Kontakt mit Lajos Kossuth, dem Anführer der ungarischen Unabhängigkeitsbewegung. Nach der entscheidenden Schlacht bei Temesvár half Maderspach mit seiner Ehefrau Franziska, geb. Buchwald ungarischen Flüchtlingen. Auf Weisung des österreichischen Oberkommandierenden Julius von Haynau wurde seine Frau in Ruskberg dafür öffentlich ausgepeitscht, wonach der erbitterte Maderspach Suizid durch Erschießen beging. Er war Vater des Bergbauingenieurs Livius Maderspach.